# Eviota cometa
Eviota cometa és una espècie de peix de la família dels gòbids i de l'ordre dels perciformes.

## Morfologia
Els mascles poden assolir els 2,5 cm de longitud total.

## Distribució geogràfica
Es troba a la Micronèsia, Austràlia, Nova Caledònia i altres zones del Pacífic central.